# Cum proxime

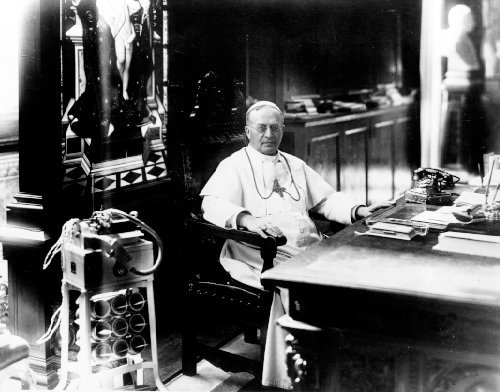
Paus Pius XI achter zijn schrijftafel

Cum proxime is een motu proprio uitgegeven brief van paus Pius XI van 1 maart 1922 met betrekking tot toekomstige conclaven.
De paus schrijft deze brief in aanvulling op een pauselijke bul van paus Pius X van 25 december 1904 en bepaalt:
- dat de termijn tussen het overlijden van de paus en het begin van het nieuwe conclaaf wordt verlengd tot vijftien dagen, dit om kardinalen die van ver komen de gelegenheid te geven het conclaaf bij te wonen. Hij geeft het College van Kardinalen de bevoegdheid om deze termijn zelfs nog te verlengen tot achttien dagen, mochten de omstandigheden daartoe aanleiding geven.[1]
- dat de kardinalen elk het recht hebben om twee bedienden mee te nemen naar het conclaaf en dat dit, naar bevind van zaken, leken of geestelijken kunnen zijn.[2]
- dat de kardinalen gehouden zijn dagelijks de eucharistie te vieren. Kardinalen die niet in staat zijn de eucharistieviering bij te wonen, dienen de communie alsnog te ontvangen tijdens de zitting van het conclaaf.[3]